# Błotnowola
Błotnowola is een plaats in het Poolse district  Buski, woiwodschap Święty Krzyż. De plaats maakt deel uit van de gemeente Nowy Korczyn en telt 1339 inwoners.